# Cormocephalus parcespinatus
Cormocephalus parcespinatus är en mångfotingart som beskrevs av Carl Oscar von Porat 1893. Cormocephalus parcespinatus ingår i släktet Cormocephalus och familjen Scolopendridae. Inga underarter finns listade i Catalogue of Life.